# Фаррелл, Джон
Джон Фаррелл (англ. John Farrell, 1826—1865) — сержант британской армии, кавалер креста Виктории.
Родился в марте 1826 года в Дублине, Ирландия.
Во время Крымской войны он был сержантом в 17-м уланском герцога Кембриджского полка и находился среди войск, осаждавших Севастополь.
25 октября 1854 года он принимал участие в знаменитой атаке лёгкой бригады под Балаклавой. Во время расстрела атакующей колонны русской артиллерией под Фарреллом был убит конь и он во время отхода к своим войскам наткнулся на тяжело раненого сержант-майора Джона Берримена, которому оказал первую помощь и вместе с сержантом Джозефом Мэлоуном вынес из-под огня.
За этот подвиг Фаррелл был награждён крестом Виктории.
Впоследствии Фаррелл служил в войсках Британской Индии и погиб 31 августа 1865 года в бою с повстанцами под Секундерабадом.